# Szürke szajkó
A szürke szajkó vagy kanadai szajkó (Perisoreus canadensis) a madarak osztályának verébalakúak (Passeriformes) rendjébe és a varjúfélék (Corvidae) családjába tartozó faj.

## Előfordulása
Elterjedési területe Kanada és az Amerikai Egyesült Államok.

## Alfajai
- Perisoreus canadensis albescens
- Perisoreus canadensis arcus
- Perisoreus canadensis barbouri
- Perisoreus canadensis bicolor
- Perisoreus canadensis canadensis
- Perisoreus canadensis capitalis
- Perisoreus canadensis griseus
- Perisoreus canadensis nigricapillus
- Perisoreus canadensis obscurus
- Perisoreus canadensis pacificus
- Perisoreus canadensis sanfordi

## Megjelenése
Testhossza 29 centiméter, szárnyfesztávolsága 45 centiméter, súlya 70 gramm. Nyaka és arcrésze fehér, feje teteje, háta és a szárnya sötétszürke, hasa világosszürke.
|  |  |

## Szaporodás
Fészekalja 2–3 tojásból áll, melyen 16–18 napig kotlik.